# Pieni l'animo
Pieni l'animo (hrvatski: ...) je 8. enciklika pape Pija X. Objavljena je 28. srpnja 1906. godine. Glavna tema enciklike je o kleru u Italiji te se u njoj zalaže za obnovu i stegu klera. Između ostaloga papa napominje kako bi se sve udruge i društava, te njihova pravila i poslovnici morali biti najprije pregledani i potvrđeni od ordinarija (biskupa). Nadalje se zabranjuje svim klericima i svećenicima da pripadaju bilo kojem društvu koje ne bi ovisilo od biskupa.

## Poveznice
- Pio X.
- Enciklike Pija X.

## Vanjske poveznice
- Tekst enciklike na engleskom